# 月居温泉
月居温泉（つきおりおんせん）は、茨城県久慈郡大子町（旧：常陸国）にある温泉。

## 泉質
- アルカリ性単純温泉
  - 泉温：43°C

## 温泉地
袋田の滝の上流側、国道461号沿いに日帰り温泉施設と湯治旅館を兼ねた一軒宿「滝見の湯 白木荘」が存在する。
温泉施設は地元民が管理している。

## 歴史
平成4年（1992年）に開湯。

## アクセス
- 常磐自動車道那珂ICより車で約60分。
- JR水郡線袋田駅よりタクシーで約10分。
- JR水郡線常陸大子駅よりバスで15分。バス停「立神入口」下車、徒歩1分。